# Утата
Ута́та (бур. Утаата) — улус в Закаменском районе Бурятии. Образует сельское поселение «Утатайское».

## География
Расположен в 97 км к северо-западу от районного центра, города Закаменска, на автодороге местного значения Дутулур — Санага — Далахай. Является одним из самых отдалённых улусов района. Находится в небольшой долине, полностью окруженной тайгой, на правом берегу реки Цакирки (Сэхир) (левый приток Джиды), при впадении речки Утаты.

## Климат
Климат резко континентальный. Зима продолжительная, холодная. Почва промерзает на 3 метра и более. Лето жаркое,  засушливое в первой половине и дождливое – во второй. Осень продолжительная, сухая, прохладная. Наиболее холодный месяц – январь, самый тёплый — июль.

## Название
Название улуса образовалось от реки Утаты (правый приток Цакирки). Возможная интерпретация от бурятского слова "утаата" — "дымный, - ая".

## История
До коллективизации жители улуса занимались частным животноводством, охотой. Первый колхоз здесь появился в 1931 году. В 1926 году в улусе построена начальная школа. В 1974 году школа переселилась в новое каменное здание. В 1979 году школа стала средней общеобразовательной.

## Население
| 2002 | 2010 | 2012 | 2013 | 2014 | 2015 | 2016 |
| ---- | ---- | ---- | ---- | ---- | ---- | ---- |
| 656  | ↘653 | ↘629 | ↘628 | ↘606 | ↘603 | ↘597 |
| 2017 | 2018 | 2019 | 2020 | 2021 | 2023 | 2024 |
| ↘571 | ↗572 | ↘552 | ↘548 | ↘435 | ↘409 | ↘395 |

## Инфраструктура
- Сельская администрация
- Общеобразовательная средняя школа
- Спортивный зал
- Детский сад
- Дом культуры
- Сельская библиотека
- Отделение связи (почта)
- Фельдшерско-акушерский пункт
- 2 частных магазина.

Основной род деятельности жителей улуса — сельское хозяйство, животноводство. Близ селения есть несколько фермерских хуторов.

## Достопримечательности
- Возле Утаты находится Шулуун Марсын аршан — источник, бьющий из-под земли круглый год и помогающий при некоторых болезнях.